# Kuvšinovskij rajon
Il Kuvšinovskij rajon (in russo Кувшиновский район?) è un rajon dell'Oblast' di Tver', nella Russia europea; il capoluogo è Kuvšinovo. Istituito nel 1929, ricopre una superficie di 1.874 chilometri quadrati.